# Yunieska Robles
Yunieska Robles Batista (21 marzo 1993) è una pallavolista cubana.
Gioca nel ruolo di schiacciatrice ed opposto nel Volejbol Kluby Šygys-SvinecStroj.

## Carriera
La carriera di Yunieska Robles inizia nei tornei amatoriali cubani, giocando per la formazione provinciale della Isla de la Juventud fino al 2012; in questo periodo fa parte della nazionale cubana Under-20, partecipando al campionato mondiale 2011.
Nella stagione 2012-13 firma il suo primo contratto all'estero, ingaggiata dalla Lokomotiv Biləcəri Voleybol Klubu nella Superliqa azera, campionato dove gioca anche nella stagione successiva, vestendo per la maglia dell'Azərreyl Voleybol Klubu. Dopo un breve periodo di inattività, torna in campo con la formazione egiziana dell'Al-Ahly Sporting Club, per poi approdare in Kazakistan al Volejbol Kluby Šygys-SvinecStroj di Öskemen.